# Malichów
Malichów (j. niem. Malchow) – wieś w Polsce, położona w województwie opolskim, w powiecie oleskim, w gminie Dobrodzień.
W latach 1975–1998 przysiółek administracyjnie należał do województwa częstochowskiego.
Przed 2023 r. miejscowość była przysiółkiem wsi Warłów.
Pierwsze historyczne wzmianki pochodzą z 1373 roku.
Nazwa pochodzi prawdopodobnie od nazwiska Malich.
Przez Malichów biegnie droga wojewódzka nr 901 Olesno – Gliwice.
Malichów i Kocury, jako jedyne miejscowości w gminie Dobrodzień nie zgodziły się w konsultacjach na podwójne nazewnictwo, jednak zgodnie z ustawą o mniejszościach narodowych i etnicznych nazwy takie zostały w tych wsiach utworzone, gdyż ponad 20% mieszkańców gminy stanowi mniejszość narodową.